# Joseph Wirth
El doctor Karl Joseph Wirth (Friburgo de Brisgovia, Imperio alemán, 6 de septiembre de 1879 - Friburgo de Brisgovia, Alemania Occidental, 3 de enero de 1956) fue un político alemán del Partido de Centro, quien sirvió como canciller de Alemania del 10 de mayo de 1921 al 22 de octubre de 1921 y nuevamente desde el 26 de octubre de 1921 al 14 de noviembre de 1922. Junto con su ministro de Asuntos Exteriores, Walther Rathenau, Wirth intentó seguir una política de cumplimiento en lo que concierne a las reparaciones de guerra, para demostrar que Alemania era incapaz del pago.
Tras la llegada al poder de los nazis, Wirth partió al exilio, recorriendo numerosos países de Europa y los EE. UU. y advirtiendo sobre los peligros del nazismo.
Posteriormente, tras el fin de la Segunda Guerra Mundial, fue uno de los fundadores del movimiento Bund der Deutschen, opuesto a las políticas de integración occidental de Konrad Adenauer y que fue apoyado por el Partido Socialista Unificado de Alemania (SED) de la República Democrática Alemana. Buscó acuerdos con la Unión Soviética de acuerdo al Tratado de Rapallo, lo cual le valió ser considerado por la CIA como espía soviético.
Obtuvo el Premio Stalin de la Paz en 1955 y falleció al año siguiente a los setenta y seis años de edad, por problemas cardíacos.

## Biografía
De 1899 a 1906 Joseph Wirth estudió Matemáticas, Ciencias y Ciencias Económicas. Se doctoró en Matemáticas. A continuación trabajó como profesor en un instituto de enseñanza media (de 1906 a 1913). En 1909 fue uno de los fundadores de una sociedad benéfica que apoyó a gente pobre.
En 1911 empezó su carrera como político cuando se convirtió en miembro de la asamblea de concejales de la ciudad de Friburgo de Brisgovia. De 1913 a 1921 fue miembro del Parlamento de Baden para el Partido de Centro. De 1914 a 1933 fue miembro del Reichstag, el Parlamento alemán de entonces. Cuando estalló la Primera Guerra Mundial, Wirth quería tomar parte en la guerra como voluntario, pero fue clasificado inútil para el servicio. Entonces se convirtió en miembro de la Cruz Roja y de 1914 a 1917 fue enfermero en la frente occidental y en la frente oriental.
De 1918 a 1920 fue ministro de Finanzas de Baden. Fue miembro del Parlamento alemán (entonces con el nombre de Nationalversammlung), cuando este acordó la Constitución de la República de Weimar. Del 7 de marzo de 1920 al 22 de octubre de 1921 fue ministro de Finanzas de la República de Weimar. Del 10 de mayo de 1921 hasta el 14 de noviembre de 1922 fue canciller de Alemania. El 16 de abril de 1922 Wirth y su ministro de Asuntos Exteriores, Walther Rathenau, firmaron el Tratado de Rapallo. El 14 de noviembre de 1922 Wirth presentó su dimisión. Del 30 de marzo de 1930 al 7 de octubre de 1931 fue ministro del Interior.
Después de la toma de poder de los nacionalsocialistas, Wirth se vio expuesto a campañas difamatorias y el 24 de marzo de 1933, un día después de que fue aprobada la ley habilitante, del cual fue un enemigo declarado, emigró a Viena para evitar ser detenido. A partir de 1933 viajó por numerosos Estados europeas y por los Estados Unidos para advertir del peligro por los nacionalsocialistas. De 1933 a 1948 vivió en el exilio en Suiza. En 1939 o 1940 estableció un diálogo entre el primer ministro de Gran Bretaña y la oposición alemana sobre un acuerdo de paz, pero a causa de la campaña militar de Alemania en Francia y de la dimisión del primer ministro británica, el diálogo fracasó.
Después de la Segunda Guerra Mundial Wirth fundó una organización humanitaria que organizó el envío de material de ayuda desde Suiza a Alemania.
En 1948 regresó del exilio y fundó un partido social-cristiano para trabajadores denominado Union der Mitte (Unión del Centro). A partir de 1952 tomó parte en numerosas conferencias de paz en toda Europa y ese mismo año participó en la fundación de la agrupación Bund der Deutschen (BdD).  En 1953 fue uno de los fundadores de una organización en contra de la integración de Alemania en las alianzas del bloque occidental. En 1955 se expresó resueltamente en contra del establecimiento de la Bundeswehr (el ejército alemán) y del ingreso de Alemania Occidental en la OTAN.
Murió el 3 de enero de 1956 a la edad de setenta y seis años.